# Big Dipper
Big Dipper è un brano composto ed interpretato dall'artista britannico Elton John; il testo è di Gary Osborne.

## Struttura del brano
Proveniente dall'album del 1978 A Single Man (del quale è la quarta traccia), si presenta come un brano atipico nella produzione eltoniana; il pianoforte di John è accompagnato da una sezione di fiati che conferiscono alla melodia toni jazz e New Orleans. Essa potrebbe essere anche classificata nel ragtime. Ai cori è presente il team del Watford F.C., squadra di calcio della quale Elton era precedentemente divenuto il Presidente. L'ultimo verso mette in evidenza una versione adattata del brano Makin' Whoopee. 
Presenti sono anche il batterista Steve Holly, Clive Franks al basso, lo storico percussionista Ray Cooper al tamburello, Pat Halcox alla tromba, John Crocker al clarinetto, Jim Shepherd al trombone e il The South Audley Street Girl's Choir ai cori.